# Lázně Bohdaneč
Lázně Bohdaneč (en allemand : Bochdanetsch) est une ville du district et de la région de Pardubice, en République tchèque. Sa population s'élevait à 3 494 habitants en 2024.

## Géographie
Lázně Bohdaneč se trouve à 9 km au nord-est du centre de Pardubice, à 19 km au sud-ouest de Hradec Králové et à 89 km à l'est de Prague.
La commune est limitée par Křičeň et Dolany au nord, par Stéblová, Srch et Pardubice à l'est, par Rybitví, Černá u Bohdanče et Živanice au sud, et par Neratov et Bukovka à l'ouest.

## Histoire
La première mention écrite de la localité date de 1343.

## Transports
Par la route, Lázně Bohdaneč se trouve à 10 km de Pardubice et à 103 km de Prague. 